# SuperVia2005호대전동차
2005호대 전동차는 리우데자네이루 근교철도(SuperVia)가 2006년부터 2007년까지 도입한 전동자이다. 차체는 현대로템, 전기 제품은 일본 도시바가 한국의 기업 위해 제작했다.

## 요약
2006년부터 2007년에 준공, 브라질에 도착한 편성부터 운행을 시작했다.
SuperVia첫의 VVVF인버터를 채용한 전동차이다.

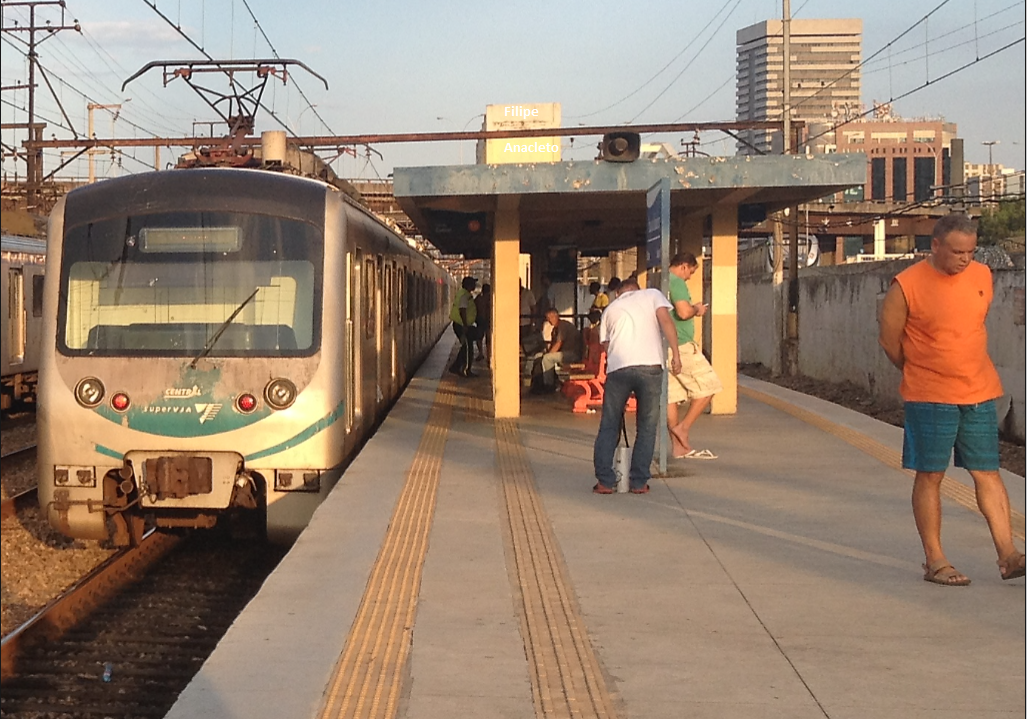
띠가 벗겨져 시작한 차량

## 인테리어
차량은 기존의 SuperVia 전동차와 달라, 좌석은 세미 크로스시트가 설치되어 있다. 좌석의 소재는FRP이다. 바닥색칠은 한국철도공사 (광역 철도)의 전철과 마찬가지로, 중앙부가 노선 컬러, 좌석 근처는 회색 투톤으로 되어있다.

## 같이 보기
- 현대로템
- 상파울루수도권철도회사9500호대전동차